# شلايشر إيه إس جي 29
شلايشر إيه إس جي 29  (بالإنجليزية: Schleicher ASG 29) هي طائرة شراعية، عالية الأداء، وبمقعد واحد. أنتجت في ألمانيا. من صناعة شلايشر. كان أول طيران لها في 2005. دخلت الخدمة في 2006، ومازالت في الخدمة حتى الآن. صنع منها 246 طائرة.